# 奧澤里亞尼 (圖里西克區)
51°1′31″N 24°48′47″E / 51.02528°N 24.81306°E
奧澤里亞尼（烏克蘭語：Озеряни），是烏克蘭的村落，位於該國西部沃倫州，由科韋利區負責管轄，始建於1577年，面積1.89平方公里，海拔高度186米，2001年人口417，人口密度每平方公里220.75人。